# Геральд Брагский

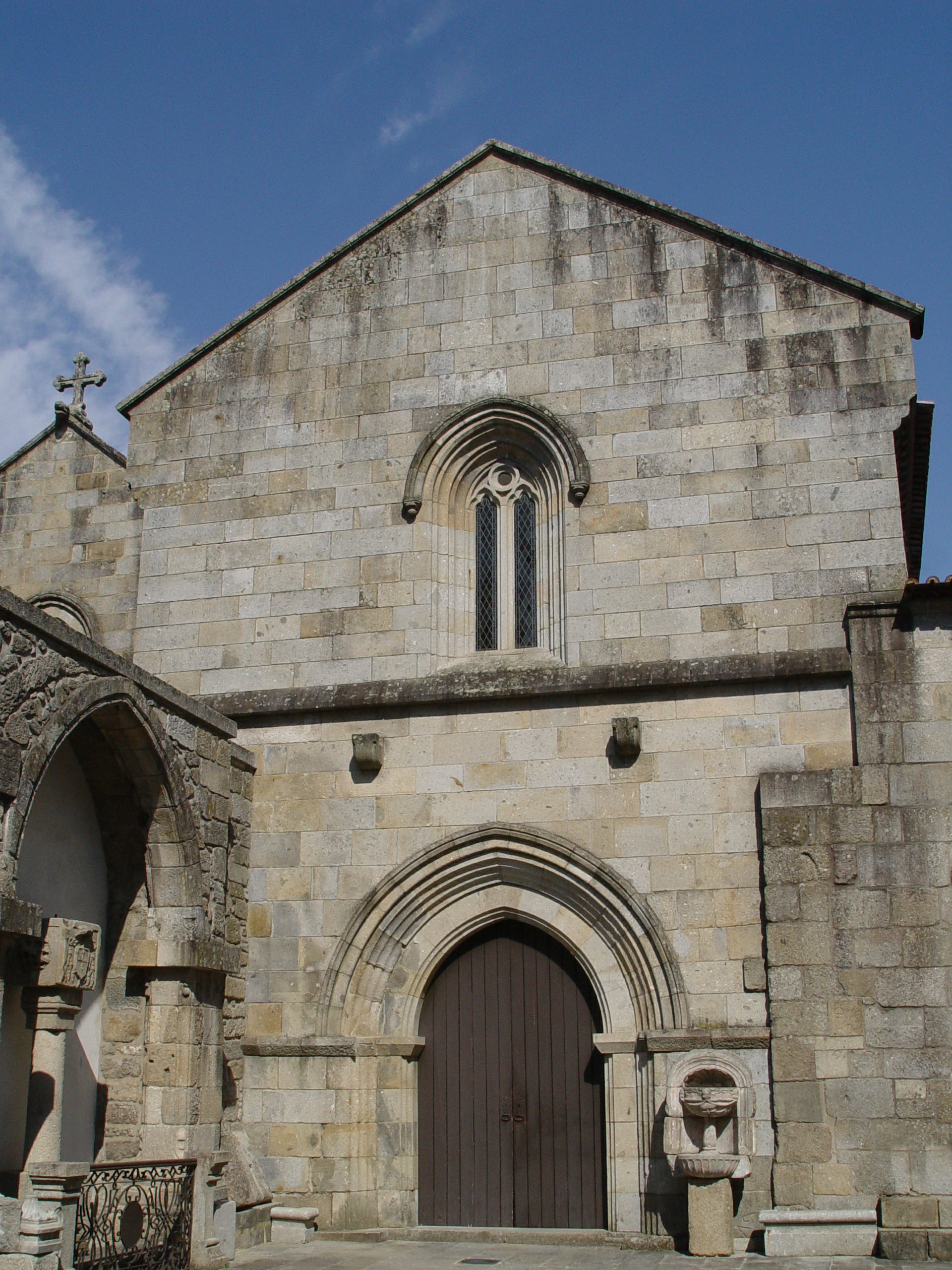
Часовня святого Геральда, Собор Браги, Брага, Португалия

Геральд Брагский (порт. Geraldo de Moissac; 1-я половина XI века, Каор, Франция — 5 декабря 1109, Вила-Пока-ди-Агиар, Португалия) — святой Римско-Католической церкви, бенедиктинец, архиепископ архиепархии Браги. Геральд Брагский является покровителем города Брага.

## Биография
Геральд был монахом бенедиктинского монастыря в Муассаке. Однажды епископ Толедо, будучи с визитом в этом монастыре, был восхищён григорианским пением монахов. Он попросил Геральда поехать с ним в Толедо, чтобы обучить певчих церковного хора этому пению.
В Толедо Геральд приобрёл известность своими добродетелями и был рукоположен в епископа в 1096 году. Святой Престол назначил Геральда епископом в епархию города Браги. Геральд принялся восстанавливать разрушенных храмы его епархии, которые пострадали во время мусульманского владычества. Также Геральд строил школы, реформировал богослужение и ввёл григорианское пение в своей епархии.
Геральд участвовал в образовании первого независимого Португальского графства, отправившись в 1100 году в Рим за политической поддержкой к Римскому папе Пасхалию II. В 1103 году он совершил повторную поездку в Рим, чтобы получить от Римского папы подтверждение на юрисдикцию примата архиепархии Браги над некоторыми епархиями Галисии и Португалии.
Геральд умер в 1108 году в городе Вила-Пока-ди-Агиар, куда он приехал, чтобы освятить церковь.

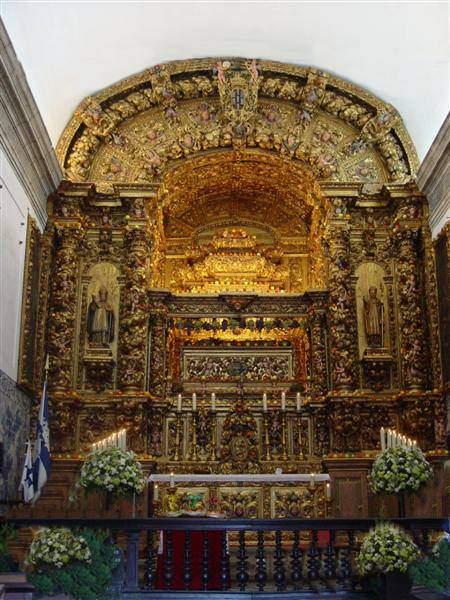
Алтарь с мощами святого Геральда, часовня святого Геральда, Собор Браги, Брага, Португалия

## Прославление
Мощи святого Геральда в настоящее время находятся в Браге, в капелле святого Геральда при соборе Браги, построенной в его честь.
День памяти в Католической церкви — 5 декабря.